# علی رضایی
علی رضایی (تولد ۱۳۰۰ شمسی) سرمایه‌دار، کارآفرین و عضو هیئت‌مدیره اتاق بازرگانی تهران است.
اعضای اصلی و سیاسی این خاندان (خانواده رضایی) شامل سه برادر بود که در بین این سه برادر، برادر بزرگتر، علی توانست یکی از سرمایه‌داران بزرگ کشور شود و لقب سلطان آهن را به خود اختصاص دهد. خاندان رضائی از جمله خاندان‌های مهم زمان پهلوی دوم بودند که توانستند در امور اقتصادی از ثروتمندان و صاحب‌اعتباران رجال شوند و از طریق ثروت خود نقش مهمی‌را در امور سیاسی ایفا نمایند.

## زندگی
علی رضایی تحصیلات ابتدایی را در سبزوار و نیز دبستان ادب تهران گذراند.
او در رشته بازرگانی و کالج آمریکایی/البرز تهران تحصیل کرد، و سپس با ورود به دانشسرای عالی، در رشته زبان خارجه مدرک کارشناسی گرفت.
از ۱۳۲۴ و پس از پایان خدمت سربازی، وارد بازار کار و سرمایه شد. در ۱۳۳۱ به اکتشاف معادن و سرمایه‌گذاری در این زمینه پرداخت؛ و به مرور به یکبار موفق‌ترین شخصیت‌های بازرگانی و صنعتی ایران مبدل شد. او مدیرعامل شرکت معادن فاریاب بود که از بزرگ‌ترین واحدهای صنعتی ایران به حساب می‌آمد.
شرکت‌های اکتشاف و استخراج معادن فاریاب، معادن اسفندقه و معادن منگنز شاهرخ، که بزرگ‌ترین شرکت‌های معدنی ایران در زمینه سنگ کرومیت و منگنز بودند را به اتفاق برادرانش تأسیس کرد.
از سال ۱۳۴۴ به صنعت روی آورد و اولین کارخانه آهن ساختمانی را تأسیس کرد؛ شرکت سهامی کارخانجات فولادسازی ایران و کارخانجات نورد آریا و صنایع فلزی خوزستان قدم‌های بعدی او در راه تولید انواع آهن‌های ساختمانی بوده است. او سپس کارخانجات نورد شهریار، شرکت سهامی کارخانجات فولادسازی شهریار، کارخانجات مفتول‌سازی شهریار، صنایع فلزی شهریار، لوله‌سازی شاهرخ، کارخانجات نورد شاهین و نورد شهباز (630) را یکی پس از دیگری به کمک همکاران به وجود آورد. شرکت صنعتی ذوب‌آهن‌آلات قراضه در کوره‌های الکتریکی با مقیاس بزرگ به نام شرکت سهامی کارخانجات ذوب شهریار را با مشارکت مردم و بانک توسعه صنعتی و معدنی تأسیس کرد؛ که مجموعه این تأسیسات به نام گروه صنعتی شهریار مشغول به کار بود.
در نهایت رضایی بانک شهریار را در سال ۱۳۵۲ تأسیس کرد که اغلب اعضای مؤسس آن از صاحبان صنایع عمده ایران بودند که از جمله می‌توان به محمدتقی برخوردار، محمدرحیم متقی ایروانی، حسین قاسمیه،  رکن‌الدین سادات تهرانی، سیاوش ارجمند، ناصر اولیایی، محسن آزمایش، منصور یاسینی و... اشاره کرد.
علی رضایی بنیان‌گذار بانک شهریار اعلام کرد که بانک اعتبارات صنعتی فروش صد میلیون تومان از سهام این بانک را به مردم به عهده خواهد گرفت. بانک اعتبارات صنعتی با توجه به گسترش مالکیت صنعتی به منظور تسریع در ثبت دادن بانک و انجام تشریفات قانونی در کوتاه‌ترین مدت ممکن مبلغ ۵۰ میلیون تومان بابت ۵۰درصد سهامی که قرار است به مردم فروخته شود به بانک مرکزی ایران خواهد پرداخت.
در سال ۱۳۵۴ این بانک ۳ هزار نفر سهامدار داشت.
او در انتخابات ۱۳۵۴ مجلس سنا، با کسب ۱۴۳۰۰۹ رأی از مجموع ۹۴۲۹۳۶ رأی مأخوذه در حوزه انتخابیه تهران به عنوان نفر سوم برگزیده شد.

## اتاق بازرگانی تهران
رضایی دو دوره نماینده اتاق صنایع و معادن ایران بوده و عضویت هیئت‌رئیسه اتاق صنایع و معادن ایران را به مدت چهار سال یعنی دو دوره داشته است.  از سال‌ ۱۳۴۶ به نمایندگی اتاق بازرگانی تهران انتخاب شده و در سال‌های ۱۳۴۷ و ۱۳۴۸ نیابت اتاق بازرگانی تهران را به عهده داشته است. او نماینده اتاق‌های بازرگانی و صنایع و معادن تهران و همچنین ایران نیز بوده است.